# Trypanosoma evansi
Espèce
Trypanosoma evansi est une espèce de protistes de la famille des Trypanosomatidae. C’est un parasite responsable d’une maladie infectieuse des mammifères, la surra. L'espèce est originaire d'Afrique sub-saharienne, mais a également colonisé l'Afrique du Nord, l'Amérique du Sud, l'Asie mineure et l'Inde.